# Wilhelm Krautwaschl
Wilhelm Krautwaschl (Gleisdorf, 5 marzo 1963) è un vescovo cattolico austriaco, dal 16 aprile 2015 vescovo di Graz-Seckau.

## Biografia
Nasce a Gleisdorf il 5 marzo 1963. Ordinato diacono il 17 dicembre 1989 dopo gli studi filosofici e teologici, viene ordinato presbitero il 1º luglio 1990 dal vescovo Johann Weber. Nel 2006 è nominato Rettore del Seminario di Graz e Giudice del tribunale diocesano. Il 16 aprile 2015 papa Francesco lo nomina vescovo della diocesi di Graz-Seckau; l'ordinazione episcopale è stata celebrata il 14 giugno 2015 per mano dell'arcivescovo Franz Lackner, co-consacranti i vescovi Johann Weber e Egon Kapellari.

## Genealogia episcopale e successione apostolica
La genealogia episcopale è:
- Cardinale Scipione Rebiba
- Cardinale Giulio Antonio Santori
- Cardinale Girolamo Bernerio, O.P.
- Arcivescovo Galeazzo Sanvitale
- Cardinale Ludovico Ludovisi
- Cardinale Luigi Caetani
- Cardinale Ulderico Carpegna
- Cardinale Paluzzo Paluzzi Altieri degli Albertoni
- Papa Benedetto XIII
- Papa Benedetto XIV
- Papa Clemente XIII
- Cardinale Giovanni Battista Caprara Montecuccoli
- Vescovo Dionys von Rost
- Vescovo Karl Franz von Lodron
- Vescovo Bernhard Galura
- Vescovo Giovanni Nepomuceno de Tschiderer
- Cardinale Friedrich Johann Joseph Cölestin von Schwarzenberg
- Cardinale Maximilian Joseph von Tarnóczy
- Arcivescovo Johann Evangelist Haller
- Arcivescovo Johannes Baptist Katschthaler
- Arcivescovo Balthasar Kaltner
- Arcivescovo Adam Hefter
- Arcivescovo Andreas Rohracher
- Arcivescovo Karl Berg
- Vescovo Egon Kapellari
- Arcivescovo Franz Lackner, O.F.M.
- Vescovo Wilhelm Krautwaschl

La successione apostolica è:
- Vescovo Johannes Freitag (2025)